# Saint-Loup-d'Ordon
Pour les articles homonymes, voir Saint-Loup.
Saint-Loup-d'Ordon est une commune française située dans le département de l'Yonne en région Bourgogne-Franche-Comté.

## Géographie

### Localisation
Situé dans l'ouest du département de l'Yonne, Saint-Loup est limitrophe du département du Loiret et donc de la région Centre.
La commune s'étend sur 4,7 kilomètres dans la direction nord-sud, et 6,4 kilomètres dans sa plus grande longueur est-ouest.

### Voies de communication et transports
Situé sur la D18 entre Villefranche au sud-ouest et Villeneuve-sur-Yonne au nord-est, le cœur du village est à 900 m au nord-est de l'autoroute A6 (autoroute du Soleil). La sortie  18 de la A6 est à Sépeaux à 12,5 km au sud-est ; la sortie  17 est près de Courtenay à 10,5 km au nord-ouest, et est assortie de l'échangeur entre la A6 (nord-sud) et l'autoroute A19 (est-ouest). 

L'aire de repos des Châtaigniers de la A6 est dans la commune.

Quatre ponts sur la commune permettent de passer la A6 : un sur la D107 Saint-Martin-Courtenay, un entre le Foye du Corps et les Roux, un sur la D18 vers Villefranche, et un sur la route allant aux Ormes à partir de la D194.
En 2003, la commune est responsable de l'entretien de plus de 22 kilomètres de routes.

### Hydrographie
La commune n'est guère riche en cours d'eau. Elle n'est arrosée que par le ru d'Ocq - qui devient le ruisseau d'Ocques après Verlin -, un petit affluent de l'Yonne long d'environ 14 km. Il prend naissance sur la commune vers l'autoroute côté nord de celle-ci, remonte vers le nord-est et vers Saint-Martin d'Ordon en longeant la D18, puis se tourne vers l'est et vers sa confluence à Saint-Julien-du-Sault, en face de Villevallier.
Elle est plus riche en étangs, dont cinq de 1 ha à 4,8 ha de surface :
En limite sud de la commune trois étangs proches se succèdent, avec d'est en ouest (sens de l'écoulement) l'étang de la Forêt (1,4 ha), un étang de 4,8 ha, puis l'étang Piochard (4 ha). L'étang des Girards (1 ha) est à 300 m au sud-est de la A6, près de la D18. Enfin l'étang près des Petits Bénards (1,8) ha est en limite de communes au nord-ouest avec Courtenay (Loiret).

Outre ces cinq étangs, la commune compte au moins une trentaine de mares, généralement placées dans ou près des hameaux où elles servent de réserve d'eau en cas d'incendie.

### Lieux-dits et écarts
Les lieux-dits suivis d'une astérisque sont situés à l'écart de la route indiquée.
B
- Les Baraques*,           D107 Saint-Martin-Courtenay
- Les Grands Bénards,      Rte des Bénards (D194 ouest)
- Les Petits Bénards*,     Rte des Bénards (D194 ouest)
- La Berjaterie*,          Rte des Bénards (D194 ouest)
- Les Bonneaux*,           Rte de la Jacqueminière (D18 sud)
- Les Petits Bonneaux*,    Rte de la Jacqueminière (D18 sud)
- La Boulinière,           Rte de Saint-Martin (D18)
- Le Grand Brassoir*,      D107 Saint-Martin-Courtenay
- Le Petit Brassoir*,      D107 Saint-Martin-Courtenay
- La Brosse*,              Rte de Cudot (D194)

C
- Les Carrières*,          Rte des Bénards (D194 ouest)
- Château d'Ordon,             Rte de Saint-Martin (D18)
- Les Colins*,             Rte de Villefranche (D18)
- Les Coutels,             Rte de Cudot (D194)

D
- Les Duquets,             Rte de Cudot (D194)

F
- Les Petites Forêts*,     Rte de Courtenay (D194)
- Les Fourniers*,          Rte des Bénards (D194 ouest)
- Le Foye du Corps,        Rte des Roux (D194 ouest)

G
- Les Garniers*,           Rte des Bénards (D194 ouest)
- Les Gaudris,             Rte de Courtenay (D194)

H
- Les Haies,               Rte de Villefranche (D18)
- Les Halliers,            Rte de la Jacqueminière (D18 sud)
- Les Petits Halliers,     Rte de Villefranche (D18)

I
- La Jardinerie*,          Rte de Villefranche (D18)

J
- La Petite Jardinerie,    Rte de Villefranche (D18)

L
- Le Lanty*,               Rte des Bénards (D194 ouest)
- Les Laurins,             Rte de Villefranche (D18)
- La Lonboiserie*,         Rte de Courtenay (D194)

M
- Mâchefer*,               Bois de Mâchefer (sud)
- Marchais Précy,          Rte de Cudot (D194)
- La Mardelle aux Yagots*, D107 Saint-Martin-Courtenay
- Les Mombarts*,           Rte de la Jacqueminière (D18 sud)

O
- L'Orme*,                 Rte de Villefranche (D18)

R
'Les Renardeux*,           Rte de Cudot (D194)
- La Petite Ronsardière,   Rte de la Ronsardière (D194 ouest)
- Les Petits Roux,         Rte des Bénards (D194 ouest)
- Les Grands Roux,         Rte des Bénards (D194 ouest)

S
- Les Serments,            Rte de la Ronsardière (D194 ouest)

T
- Les Tasses*,             D107 Saint-Martin-Courtenay

V
- La Vieille Mazure,       Rte de Cudot (D194)

Le nom Mazure signifie au XVIe siècle une manœuvrerie, de même qu'un mazurier était un manœuvre ou ouvrier, attaché à une ferme ou un domaine tout en en étant indépendant.
Il y a un autre Mâchefer à 8 km de celui de Saint-Loup, sur la commune de Saint-Julien-du-Sault dans la vallée du ruisseau d'Ocques.

### Climat
Pour des articles plus généraux, voir Climat de la Bourgogne-Franche-Comté et Climat de l'Yonne.
En 2010, le climat de la commune est de type climat océanique dégradé des plaines du Centre et du Nord, selon une étude du Centre national de la recherche scientifique s'appuyant sur une série de données couvrant la période 1971-2000. En 2020, Météo-France publie une typologie des climats de la France métropolitaine dans laquelle la commune est exposée à un climat océanique altéré et est dans la région climatique  Nord-est du bassin Parisien, caractérisée par un ensoleillement médiocre, une pluviométrie moyenne régulièrement répartie au cours de l’année et un hiver froid (3 °C). 
Pour la période 1971-2000, la température annuelle moyenne est de 10,7 °C, avec une amplitude thermique annuelle de 15,4 °C. Le cumul annuel moyen de précipitations est de 736 mm, avec 11,7 jours de précipitations en janvier et 7,6 jours en juillet. Pour la période 1991-2020, la température moyenne annuelle observée sur la station météorologique de Météo-France la plus proche, « Cudot_sapc », sur la commune de Cudot à 4 km à vol d'oiseau, est de 11,7 °C et le cumul annuel moyen de précipitations est de 765,6 mm. 
La température maximale relevée sur cette station est de 42 °C, atteinte le 25 juillet 2019 ; la température minimale est de −13 °C, atteinte le 20 décembre 2009,,. 
Les paramètres climatiques de la commune ont été estimés pour le milieu du siècle (2041-2070) selon différents scénarios d'émission de gaz à effet de serre à partir des nouvelles projections climatiques de référence DRIAS-2020. Ils sont consultables sur un site dédié publié par Météo-France en novembre 2022.

## Urbanisme

### Typologie
Au 1er janvier 2024, Saint-Loup-d'Ordon est catégorisée commune rurale à habitat très dispersé, selon la nouvelle grille communale de densité à sept niveaux définie par l'Insee en 2022.
Elle est située hors unité urbaine et hors attraction des villes,.

### Occupation des sols
L'occupation des sols de la commune, telle qu'elle ressort de la base de données européenne d’occupation biophysique des sols Corine Land Cover (CLC), est marquée par l'importance des territoires agricoles (75,5 % en 2018), une proportion sensiblement équivalente à celle de 1990 (75,4 %). La répartition détaillée en 2018 est la suivante : 
terres arables (70,4 %), forêts (23,1 %), zones agricoles hétérogènes (4,4 %), eaux continentales (1,4 %), prairies (0,7 %). L'évolution de l’occupation des sols de la commune et de ses infrastructures peut être observée sur les différentes représentations cartographiques du territoire : la carte de Cassini (XVIIIe siècle), la carte d'état-major (1820-1866) et les cartes ou photos aériennes de l'IGN pour la période actuelle (1950 à aujourd'hui).

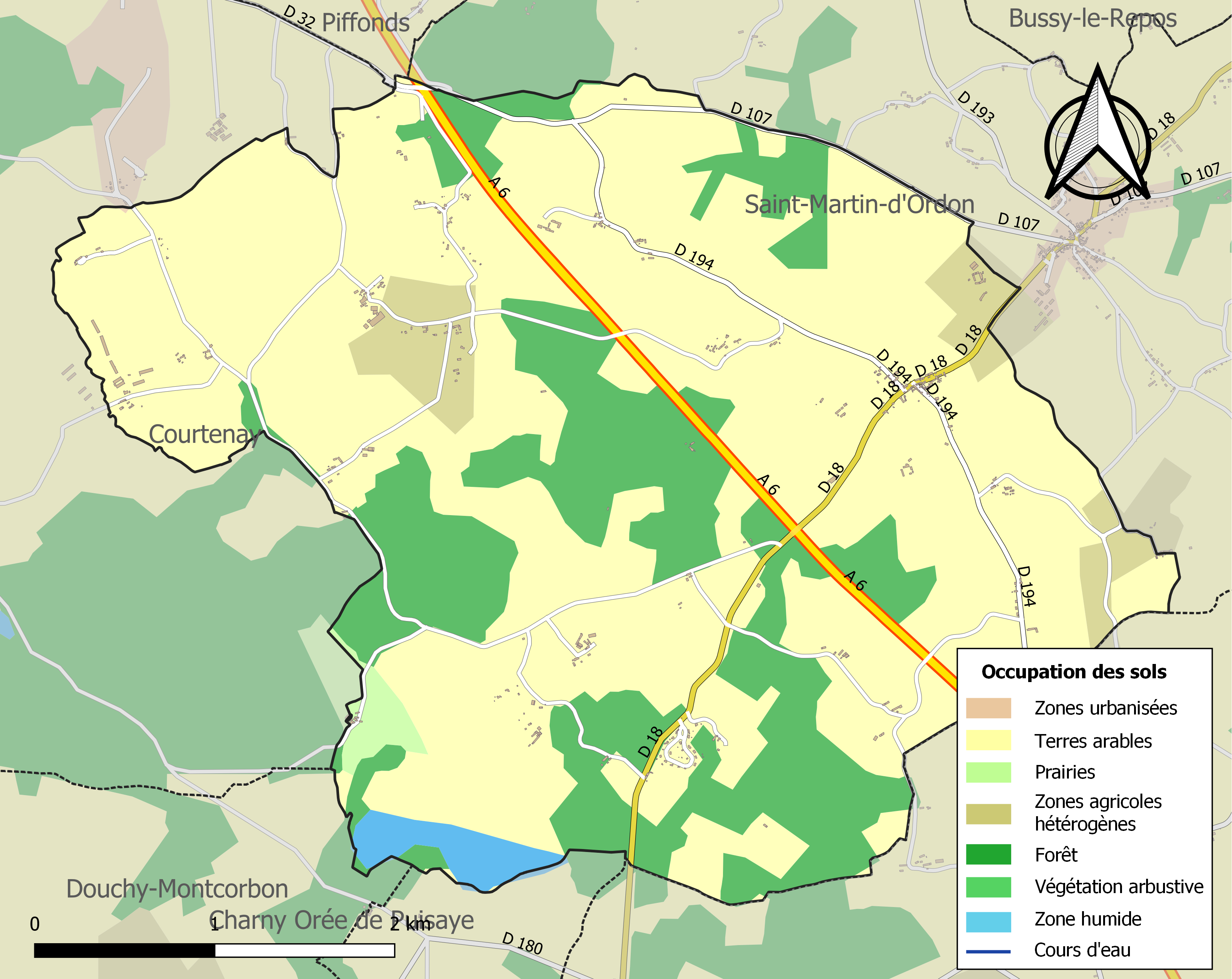
Carte des infrastructures et de l'occupation des sols de la commune en 2018 (CLC).

## Histoire

### Moyen Âge
Le clocher de l'église est construit à partir du XIIe jusqu'au XVe siècle.
En 1256, "Sanctus Lupus di Ordone" appartient au prieuré de Cudot, première maison-fille de l'abbaye de Saint-Jean-lez-Sens,. Fondé par le chapitre de la cathédrale de Sens, le prieuré est rattaché en 1563 à la Maison de Saint-Phalle en même temps que la seigneurie de Cudot ; mais les terres d'Ordon continuent de relever du fief de l'archevêché de Sens jusqu'à la Révolution.

### Époque contemporaine
L'autoroute A6 entre en gestation en 1957, année durant laquelle le conseil municipal de Saint-Loup indique les frais  à prévoir pour la révision du cadastre subséquente au passage de l'autoroute sur la commune. L'enquête pour la déclaration d'utilité publique des travaux de sa construction est ouverte en 1960. Et en 1965 la commune doit établir un passage piéton devant l'école et la cabine téléphonique afin de protéger les piétons des nombreux camions de chantier de l'autoroute.

## Politique et administration
| Période                                  | Période | Identité        | Étiquette | Qualité |
| ---------------------------------------- | ------- | --------------- | --------- | ------- |
| Les données manquantes sont à compléter. |         |                 |           |         |
|                                          |         | Daniel Frottier |           |         |

## Démographie
L'évolution du nombre d'habitants est connue à travers les recensements de la population effectués dans la commune depuis 1793. Pour les communes de moins de 10 000 habitants, une enquête de recensement portant sur toute la population est réalisée tous les cinq ans, les populations de référence des années intermédiaires étant quant à elles estimées par interpolation ou extrapolation. Pour la commune, le premier recensement exhaustif entrant dans le cadre du nouveau dispositif a été réalisé en 2007.

En 2022, la commune comptait 248 habitants, en évolution de −3,5 % par rapport à 2016 (Yonne : −1,95 %, France hors Mayotte : +2,11 %).
| 1793 | 1800 | 1806 | 1821 | 1831 | 1836 | 1841 | 1846 | 1851 |
| ---- | ---- | ---- | ---- | ---- | ---- | ---- | ---- | ---- |
| 560  | 606  | 535  | 481  | 471  | 540  | 633  | 650  | 643  |

| 1856 | 1861 | 1866 | 1872 | 1876 | 1881 | 1886 | 1891 | 1896 |
| ---- | ---- | ---- | ---- | ---- | ---- | ---- | ---- | ---- |
| 634  | 592  | 581  | 537  | 539  | 533  | 540  | 542  | 508  |

| 1901 | 1906 | 1911 | 1921 | 1926 | 1931 | 1936 | 1946 | 1954 |
| ---- | ---- | ---- | ---- | ---- | ---- | ---- | ---- | ---- |
| 497  | 452  | 437  | 410  | 377  | 383  | 357  | 359  | 356  |

| 1962 | 1968 | 1975 | 1982 | 1990 | 1999 | 2006 | 2007 | 2012 |
| ---- | ---- | ---- | ---- | ---- | ---- | ---- | ---- | ---- |
| 273  | 235  | 195  | 227  | 199  | 212  | 227  | 229  | 259  |

| 2017 | 2022 | - | - | - | - | - | - | - |
| ---- | ---- | - | - | - | - | - | - | - |
| 256  | 248  | - | - | - | - | - | - | - |

## Culture locale et patrimoine

### Lieux et monuments
- Église Saint-Loup (XIIe – XVe siècles)[16]

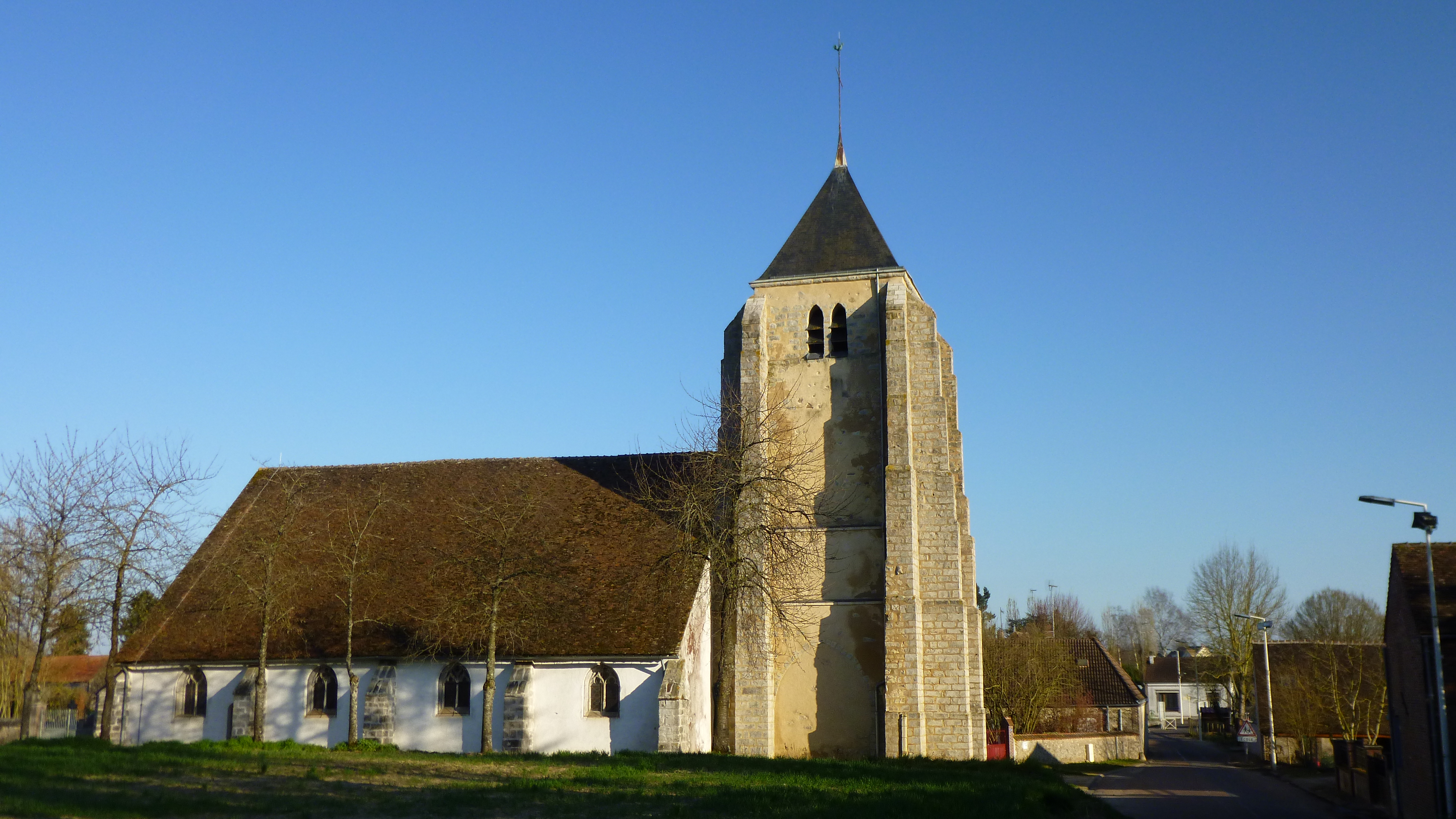
L'église Saint-Loup

Monuments de  Saint-Loup d’Ordon
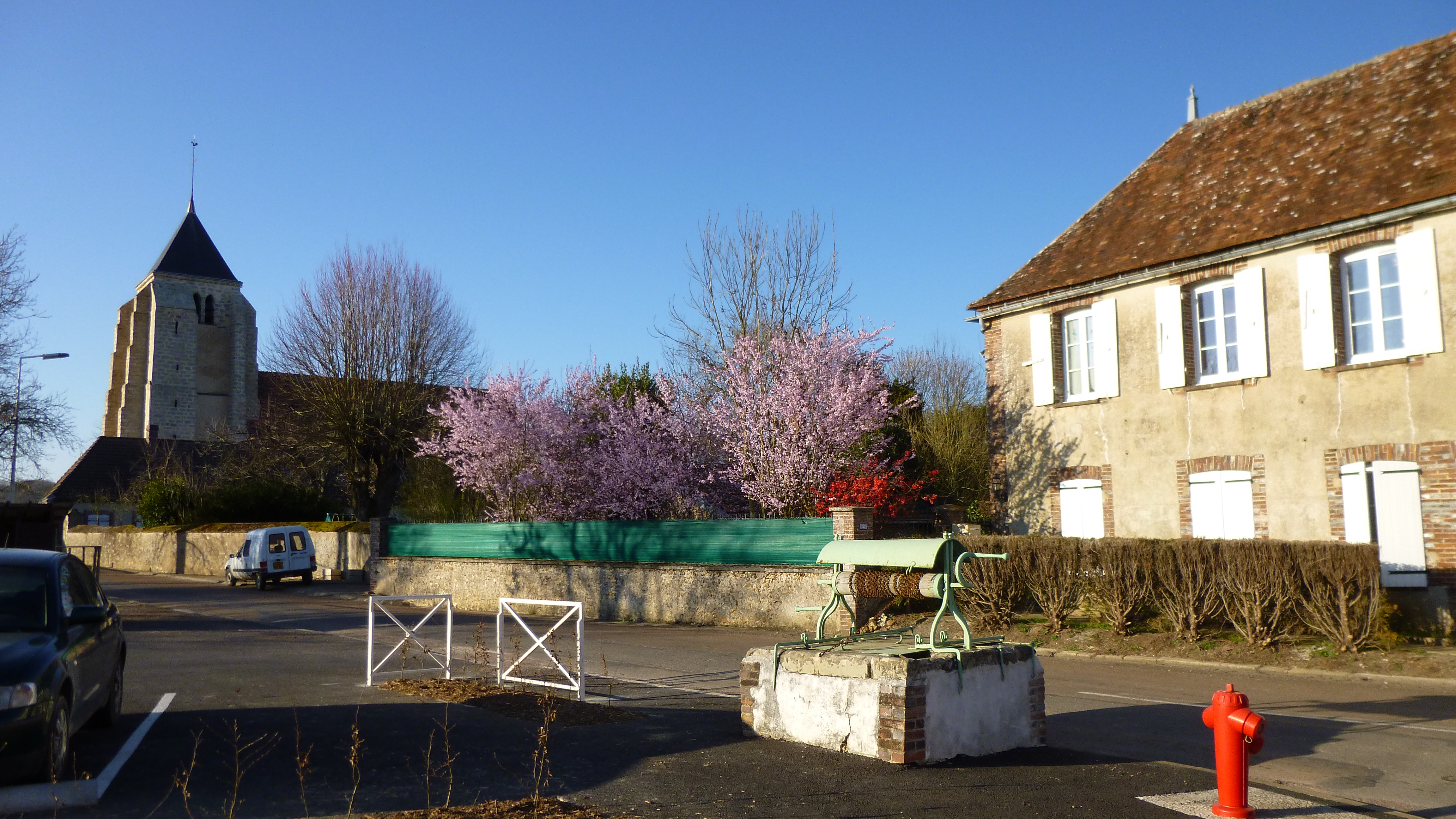
Le puits devant la mairie, et l'église Saint-Loup
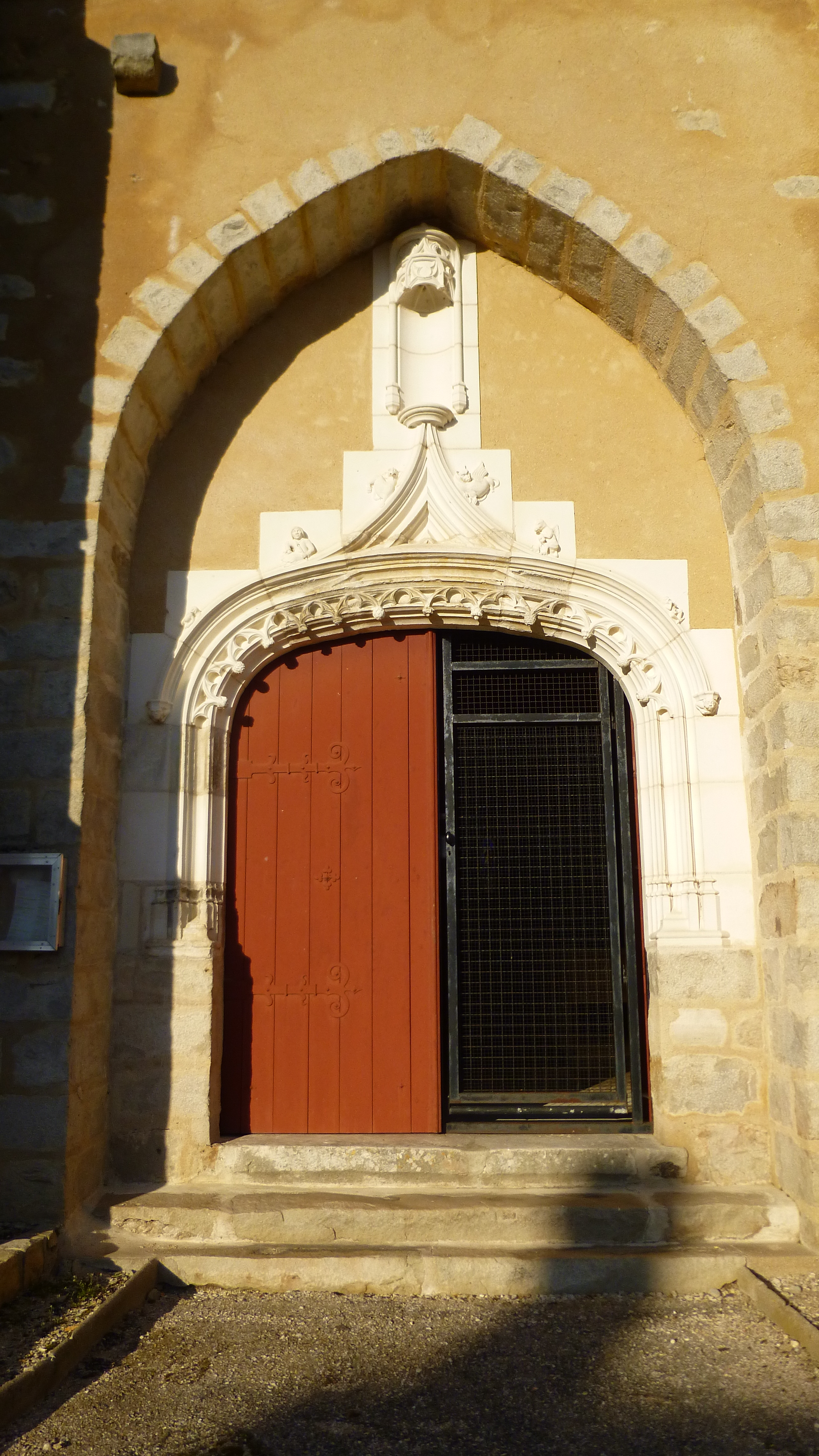
Le portail
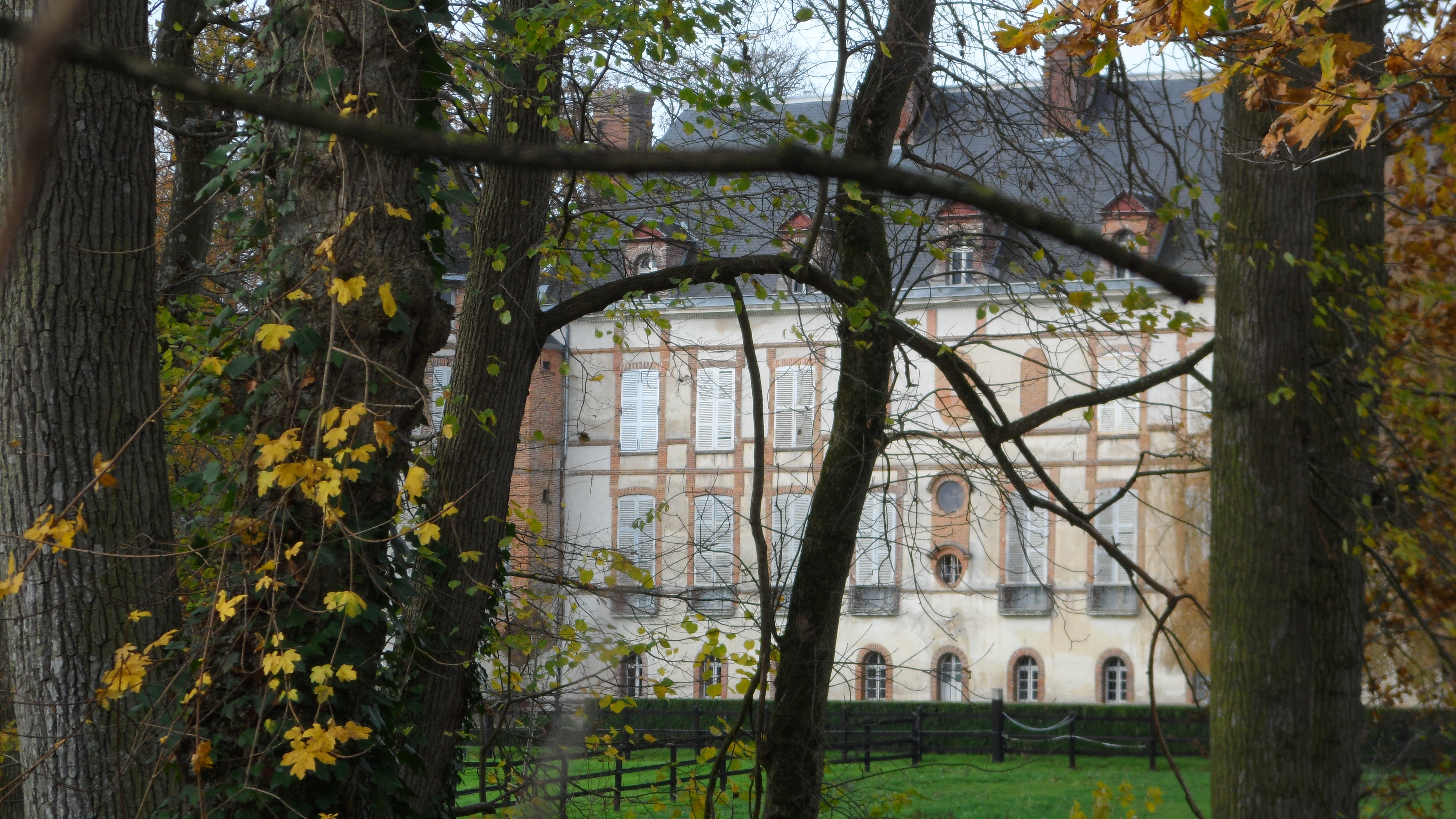
Le château d'Ordon

## Pour approfondir